# Villamayor (Bulbuente)
Villamayor fue una localidad medieval que estaba ubicada en el actual término municipal de Bulbuente, del que no quedan vestigios de la localidad.

## Situación
Solo se sabe que estaba ubicada en el término de Campos, llamado Villamayor, que está ubicado a unos 15 minutos de Bulbuente.

## Historia
Tras la reconquista de la zona de Borja por el reino de Aragón, se construyó el monasterio de Veruela, para que en la zona a causa de la baja población, se repoblara. El monasterio creó varias granjas, en las que los campesinos trabajaban las tierras y pagaban sus impuestos al monasterio. Los campesinos al final dejaban las tierras a los conversos.
Al ver Veruela que engrandecía su señorío, tuvo que empezar a dar cartas pueblas a las granjas que había creado, para intentar poder controlar mejor el dominio de sus propiedades señoriales. La carta puebla de Villamayor data de 1246, con la que pasó de ser una granja a ser un pueblo, y poder así tener una ley para poder controlar este término del señorío.
De Villamayor se sabe que en 1344, que el monasterio de Veruela, tuvo que intervenir, ya que en la carta puebla de Villamayor, los habitantes de Bulbuente, eran quien tenían que manejar la tierra porque se regia mediante el sistema de enfiteusis, en el que los campesinos, tenían dominio útil de la tierra, en la que podían vender las tierras exceptuando a las personas con privilegios ya que el monasterio perdía el canon de alquiler o cesión de ese terreno. Muchos habitantes de Villamayor se habían mudado y el monasterio les trasladó de nuevo a Villamayor. Este hecho hizo que bajara población en Villamayor.
A causa de la Guerra de los dos Pedros en 1361, Pedro IV solicitó a Borja acoger a Bulbuente Y Villamayor. Estos hechos y el estado hostil debieron acabar con Villamayor, aunque puede que desapareciese en el siglo xv, ya que hay una sentencia arbitral entre Villamayor y Borja en el uso de agua del manantial de Sopez del 25 de abril de 1414, que luego el 24 de diciembre de 1457 tuvo otra sentencia entre Bulbuente y Borja.
Sobre mediados del siglo xix, en el Diccionario Madoz, documentaba que no había restos de la existencia de Villamayor.